# Lymm
Lymm é uma localidade situada na autoridade unitária de Warrington, no condado de Cheshire, em Inglaterra (Reino Unido), com uma população estimada em meados de 2016 de 11 992 habitantes.
Encontra-se localizada ao sul da região Noroeste da Inglaterra, para perto de a fronteira com Gales, da costa do mar da Irlanda e a pouca distância ao sul da cidade de Liverpool.